# Dante Virgili
Dante Virgili (Bologna, 21 marzo 1928 – Milano, 20 maggio 1992) è stato uno scrittore italiano.

## Biografia
Giovane balilla e giovanissimo campione di dama, fu autore di libri per ragazzi pubblicati sotto vari pseudonimi.
Fu nemico dichiarato del mondo uscito dalla Seconda guerra mondiale, a suo avviso dominato dalla cultura e dal potere ebraici, nonché nostalgico del Nazionalsocialismo, di cui fornisce una lettura fortemente improntata a un nichilismo radicale e impregnato di sadismo.
Incontrò grandi difficoltà nel pubblicare i suoi libri: La distruzione e Metodo della sopravvivenza. Il primo uscì nel 1970 per Arnoldo Mondadori Editore, ma rimase virtualmente sconosciuto fino al 2003, anno della ristampa per i tipi di Pequod Edizioni. Il secondo è stato edito sempre da Pequod nel febbraio 2008 con prefazione di Pietrangelo Buttafuoco, in contemporanea con il film Appunti per la distruzione, di Simone Scafidi (ancora edizioni Pequod), che ricostruisce la vita dello scrittore.
All'epoca della riedizione de La distruzione, pubblicizzata come la riscoperta di un grande autore emarginato per ragioni ideologiche, fu sollevato il dubbio che Dante Virgili non esistesse nemmeno.
A Marzo 2016, per i tipi de Il Saggiatore, è stata pubblicata una nuova edizione di La distruzione.

## La Distruzione
È la storia (con ogni probabilità non priva di riferimenti autobiografici) di un ex interprete delle SS che vive il secondo dopoguerra, conseguente alla caduta del Terzo Reich, tormentato dal ricordo e dalla nostalgia di un regime di cui sogna il ritorno. Correttore di bozze presso un quotidiano dell'Italia ormai repubblicana, il protagonista vive una quotidianità che si tramuta in uno stillicidio infernale di deliri di potenza e consapevolezza di impotenza totale. Sogna stermini di massa, progetta improbabili azioni criminali tese a dar vita ad una catarsi tramite la violenza, cerca il modo di reperire cifre sufficienti a garantirsi sessioni erotiche in cui poter sfogare appieno tutto il proprio sadismo.

## Opere
- La distruzione, Milano, A. Mondadori, 1970; Ancona, PeQuod, 2003. ISBN 88-87418-49-7; Genova, Off-Topic, 2015; Milano, Il Saggiatore, 2016 ISBN 978-88-428-2221-9
- Metodo della sopravvivenza, Ancona, PeQuod, 2008. ISBN 978-88-6068-034-1; Genova, Off-Topic, 2016, ISBN 978-8894226515

## Filmografia
- Appunti per la distruzione, di Simone Scafidi, Pequod.